# Efemérides
En el estudio de los cuerpos celestes, una efeméride o efemérides, o efemeris (plural: efemérides; del griego ἐφήμερος, ephémeros, «diario») es una tabla de valores que da las posiciones de los objetos astronómicos en el cielo en un momento o momentos dados. Aunque fue también una de las primeras aplicaciones de las computadoras mecánicas, el término efemérides continúa aplicándose generalmente a una simple tabla impresa.
La posición astronómica calculada a partir de efemérides se da en el sistema de coordenadas esféricas de la ascensión recta y la declinación. Algunos de los fenómenos astronómicos de importancia para los astrónomos son los eclipses, la retrogradación de los planetas, los ingresos planetarios, el tiempo sidéreo, las posiciones medias y reales de los nodos de la Luna, las fases lunares y las posiciones de los cuerpos celestes menores, como Quirón.
Se utilizan las efemérides para la navegación celestial y la astronomía.

## Historia

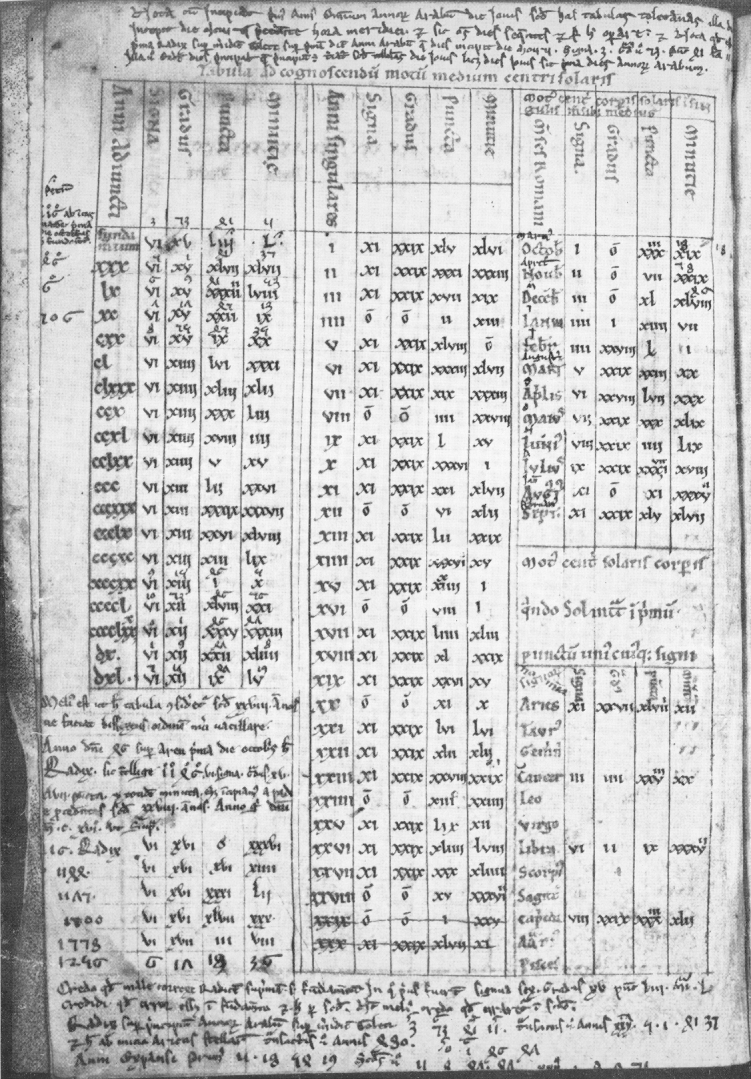
Traducción al latín de las Tablas astronómicas de Al-Juarismi zīj, página del Corpus Christi College MS 283

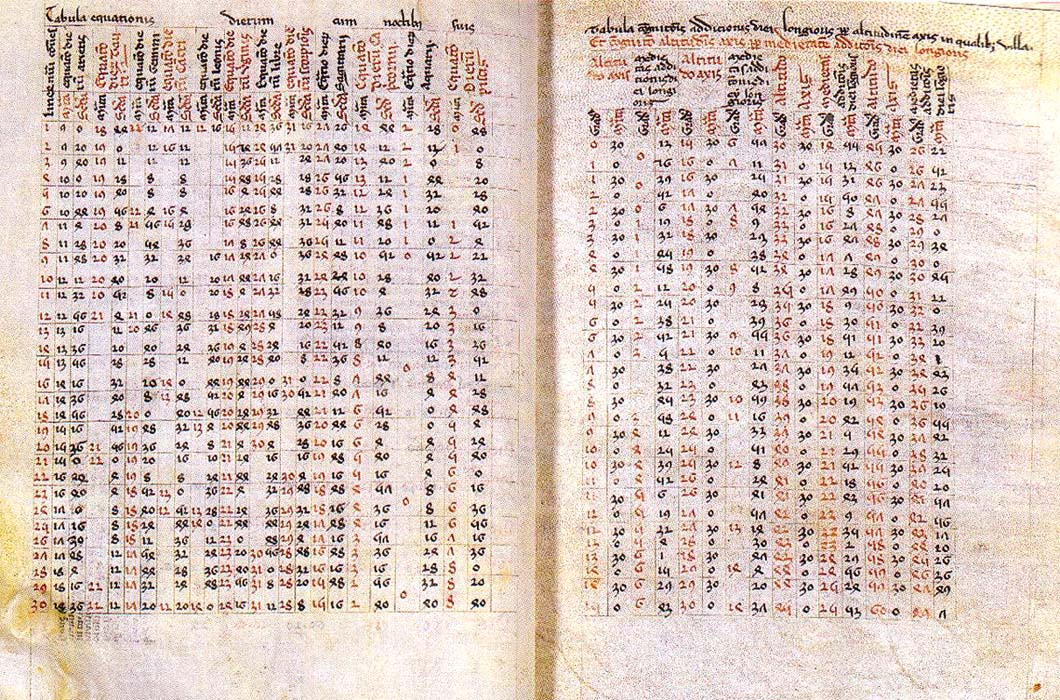
Tablas alfonsinas

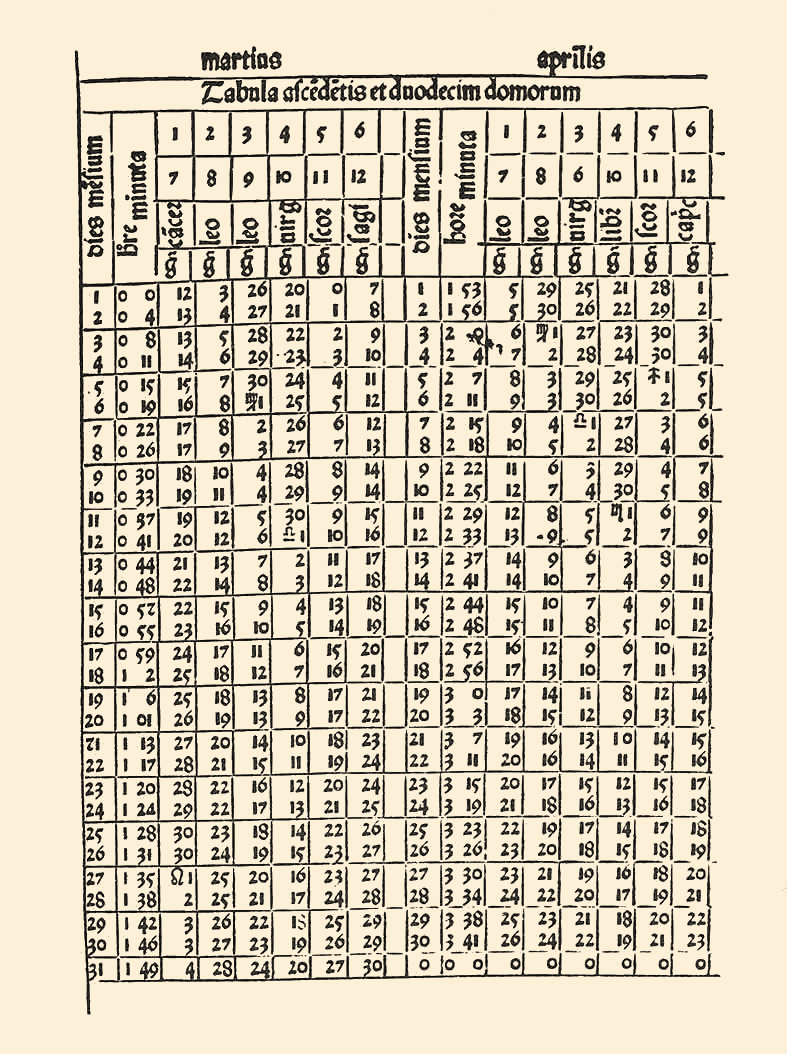
Página del Almanach Perpetuum obra de Abraham Zacuto sobre astronomía, ejemplar existente en la Biblioteca Nacional de Portugal.

Se dice que Cristóbal Colón, siendo un náufrago en la isla de Jamaica, predijo en 1504 de forma exitosa un eclipse lunar ante los nativos de aquella isla, usando las efemérides del astrónomo alemán Regiomontanus.
Entre otras cosas, también se sabe que Johannes Stadius publicó en 1554 un muy conocido libro llamado Ephemerides novae at auctae, en el que pretendía dar posiciones planetarias precisas. Su esfuerzo no fue totalmente satisfactorio y hubo, por ejemplo, errores periódicos en las posiciones del planeta Mercurio predichas por Stadius de hasta diez grados.
- Siglo I a. C. - Efemérides en astronomía babilónica.
- Siglo II d. C. - el Almagesto y las Tablas prácticas de Ptolomeo.
- Siglo VIII d. C. - el zīj de Ibrāhīm al-Fazārī
- Siglo IX d. C. - el zīj de Muḥammad ibn Mūsā al-Khwārizmī
- Siglo XI d. C. - el zīj de Ibn Yunus
- Siglo XII d. C. - las Tablas de Toledo - basadas en gran parte en fuentes árabes zīj de astronomía islámica - fueron editadas por Gerardo de Cremona para formar las efemérides europeas estándar hasta las Tablas alfonsinas.
- Siglo XIII d. C. - las Zīj-i Īlkhānī] (Tablas Iljánicas) fueron compiladas en el observatorio de Maragheh en Persia.
- Siglo XIII d. C. - las Tablas alfonsinas fueron compiladas en España para corregir anomalías en las Tablas de Toledo, siendo las efemérides europeas estándar hasta las Tablas Pruténicas casi 300 años después.
- Siglo XIII d. C. - el Códice de Dresde, una efeméride maya existente.
- 1408 - tabla de efemérides china (copia en Biblioteca Pepys, Cambridge, Reino Unido (refiérase al libro '1434'); se cree que las tablas chinas eran conocidas por Regiomontanus).
- 1474 - Regiomontanus publica sus Efemérides cotidianas en Núremberg, Alemania.[3]
- 1496 - el Almanach Perpetuum de Abraão ben Samuel Zacuto (uno de los primeros libros publicados con tipos móviles e imprenta en Portugal).
- 1504 - Cuando naufragó en la isla de Jamaica, Cristóbal Colón predijo con éxito un eclipse lunar ante los nativos, utilizando las efemérides del astrónomo alemán Regiomontanus. [4]
- 1531 - Se publica póstumamente en Tubinga la obra de Johannes Stöffler, que amplía las efemérides de Regiomontanus hasta 1551.
- 1551 - se publican las Tablas Pruténicas' de Erasmus Reinhold, basadas en las teorías de Copérnico.
- 1554 - Johannes Stadius publicó Ephemerides novae et auctae, la primera efeméride importante calculada según el modelo heliocéntrico de Copérnico, utilizando parámetros derivados de las Tablas pruténicas'.  Aunque el modelo copernicano proporcionaba una solución elegante al problema del cálculo de las posiciones planetarias aparentes (evitaba la necesidad de la ecuante y explicaba mejor el movimiento retrógrado aparente de los planetas), seguía basándose en el uso de epiciclos, lo que provocaba algunas imprecisiones -por ejemplo, errores periódicos en la posición de Mercurio de hasta diez grados-.  Uno de los usuarios de las tablas de Stadius es Tycho Brahe.
- 1627 - las Tablas Rudolfinas' de Johannes Kepler basadas en el movimiento planetario elíptico se convirtieron en el nuevo estándar.
- 1679 - La Connaissance des Temps ou calendrier et éphémérides du lever & coucher du Soleil, de la Lune & des autres planètes, publicado por primera vez anualmente por Jean Picard y aún existente.
- 1975 - Owen Gingerich, utilizando teoría planetaria moderna y ordenadores digitales, calcula las posiciones reales de los planetas en el siglo XVI y traza gráficos de los errores en las posiciones planetarias predichas por las efemérides de Stöffler, Stadius y otros. Según Gingerich, los patrones de error "son tan distintivos como las huellas dactilares y reflejan las características de las tablas subyacentes".  Es decir, los patrones de error de Stöffler son diferentes de los de Stadius, pero los patrones de error de Stadius se parecen mucho a los de Maestlin, Magini, Origanus y otros que siguieron los parámetros copernicanos. "[5]

## Efemérides astronómicas
Para uso científico, una efemérides planetaria moderna incluye un software que genera las posiciones de los planetas y generalmente de sus satélites, o de asteroides o cometas en cualquier momento virtualmente deseado por el usuario. A menudo hay una opción para hallar las velocidades de los cuerpos de interés.
Habitualmente tales efemérides cubren varios siglos, del pasado y del futuro; los del futuro pueden cubrirse porque la mecánica celeste es una teoría precisa. No obstante, existen fenómenos seculares, factores que no pueden considerarse adecuadamente con las efemérides. Las mayores incertidumbres sobre las posiciones planetarias se deben a perturbaciones de numerosos asteroides, la mayoría de cuyas masas apenas se conocen, lo que genera resultados inciertos. Por lo tanto, a pesar de los esfuerzos por evitar estas incertidumbres, la JPL tiene que revisar sus efemérides publicadas a intervalos de 20 años.
Las efemérides del sistema solar son esenciales para la navegación de las naves espaciales y para todo tipo de observaciones espaciales de los planetas, sus satélites naturales, las estrellas y las galaxias.
Las efemérides científicas para los observadores del cielo contienen en su mayoría la posición del cuerpo celestial mencionado en ascensión recta y declinación, ya que estas coordenadas son las que más suelen usarse en mapas estelares y telescopios. Debe proporcionarse el equinoccio del sistema de coordenadas. En casi todos los casos es el equinoccio actual (el válido para ese momento) o uno de los equinoccios estándar, por lo general J2000.0, B1950.0, o J1900. Los mapas estelares están casi siempre en uno de los equinoccios estándar.
Las efemérides científicas contienen a menudo datos útiles adicionales sobre la luna, planeta, asteroide o cometa más allá de las puras coordenadas en el cielo, como pueden ser la elongación, brillo, distancia, velocidad, diámetro aparente, ángulo fase, hora de salida, tránsito o puesta.
Las efemérides del planeta Saturno contienen asimismo la inclinación aparente de sus anillos.
Una efeméride suele ser correcta solo para un lugar específico de la Tierra. En muchos casos las diferencias son demasiado pequeñas como para que importen, pero para asteroides cercanos o la Luna pueden ser bastante importantes.
Los satélites de navegación por GPS transmiten información electrónica de efemérides, consistente en altitud y en datos de localización exacta que los receptores GPS usan más tarde (junto con el tiempo empleado por la señal en llegar al receptor) para calcular su propia localización en la Tierra usando trilateración.
La navegación astronómica sirve como respaldo a la navegación por satélite. Hay muchos programas informáticos disponibles para ayudar con esta forma de navegación; algunos de estos programas tienen efemérides independientes. Cuando se utiliza un programa que no contiene efemérides, o si no se utiliza ningún programa, los datos de posición de los objetos celestes se pueden obtener o bien del moderno Nautical Almanac (Almanaque náutico) o o bien del Air Almanac (Almanaque Aéreo).